# Physalaemus gracilis
Espèce
Synonymes
- Paludicola gracilis Boulenger, 1883
- Paludicola ranina Cope, 1885 "1884"
- Paludicola bischoffi Boulenger, 1887
- Liuperus calcaratus Philippi, 1902
- Pleurodema montevidense Philippi, 1902

Statut de conservation UICN

 LC  : Préoccupation mineure
Physalaemus gracilis est une espèce d'amphibiens de la famille des Leptodactylidae.

## Répartition
Cette espèce se rencontre jusqu'à 1 200 m d'altitude, :
- en Argentine dans la province de Misiones ;
- en Uruguay dans les départements de Durazno, de Florida, de Lavalleja, de Maldonado, de Montevideo, de Rivera, de Rocha, de San José, de Soriano et de Canelones ;
- au Brésil dans les États du Paraná, du Rio Grande do Sul et de Santa Catarina.

Sa présence est incertaine au Paraguay.

## Publication originale
- Boulenger, 1883 : Notes on little known Species of Frogs. Annals and Magazine of Natural History, sér. 5, vol. 11, no 6, p. 16-19 (texte intégral).